# سهره طلایی (نقاشی)
سهره طلایی (هلندی: Het puttertje) یک نقاشی توسط کارل فابریتوس، هنرمند عصر طلایی هلند؛ از یک سهرهٔ اروپایی در اندازهٔ طبیعی آن است. امضا و تاریخ ۱۶۵۴ آن است که در حال حاضر در موزهٔ Mauritshuis در شهر لاههٔ هلند قرار دارد. این کار به سبک 'ترامپلویی است و از رنگ روغن در آن استفاده شده و در ابعاد ۳۳٫۵ در ۲۲٫۸ سانتیمتر (۱۳٫۲ در ۹٫۰ اینچ) است که بخشی از یک ساختار بزرگتر، شاید یک محافظ و چارچوب پنجره بوده‌است. ممکن است که این نقاشی در کارگاه نقاشی این هنرمند در شهر دلفت و در زمان انفجار باروتی که منجر به کشته شدن او و همچنین تخریب شدن بخش بزرگی از شهر دلفت شد، کشیده شده باشد.
سهره طلایی، یک پرنده معمولی و رنگارنگ با صدای گوش نواز و یک حیوان خانگی محبوب بین مردم بود و می‌توان ترفندهای ساده ای از جمله بلند کردن یک سطل کوچک آب را به او آموزش داد. شهرت این پرنده برای سلامتی آوردن او بود و در نقاشی رنسانس ایتالیا به عنوان نمادی از رستگاری مسیحیان و مصائب عیسی مورد استفاده قرار می‌گرفت.
تابلوی نقاشی سهره طلایی در دوره نقاشی عصر طلایی هلند به دلیل سادگی در ترکیب و استفاده از تکنیک‌های خیالی غیر معمول است. پس از مرگ خالق آن، این اثر به مدت ۲ قرن پیش از آنکه ترمیم شود در بروکسل گم شد. این اثر رکن اصلی در برنده شدن رمان سهرهٔ طلایی اثر دونا تارت در جایزه پولیتزر و اقتباس فیلم آن دارد.

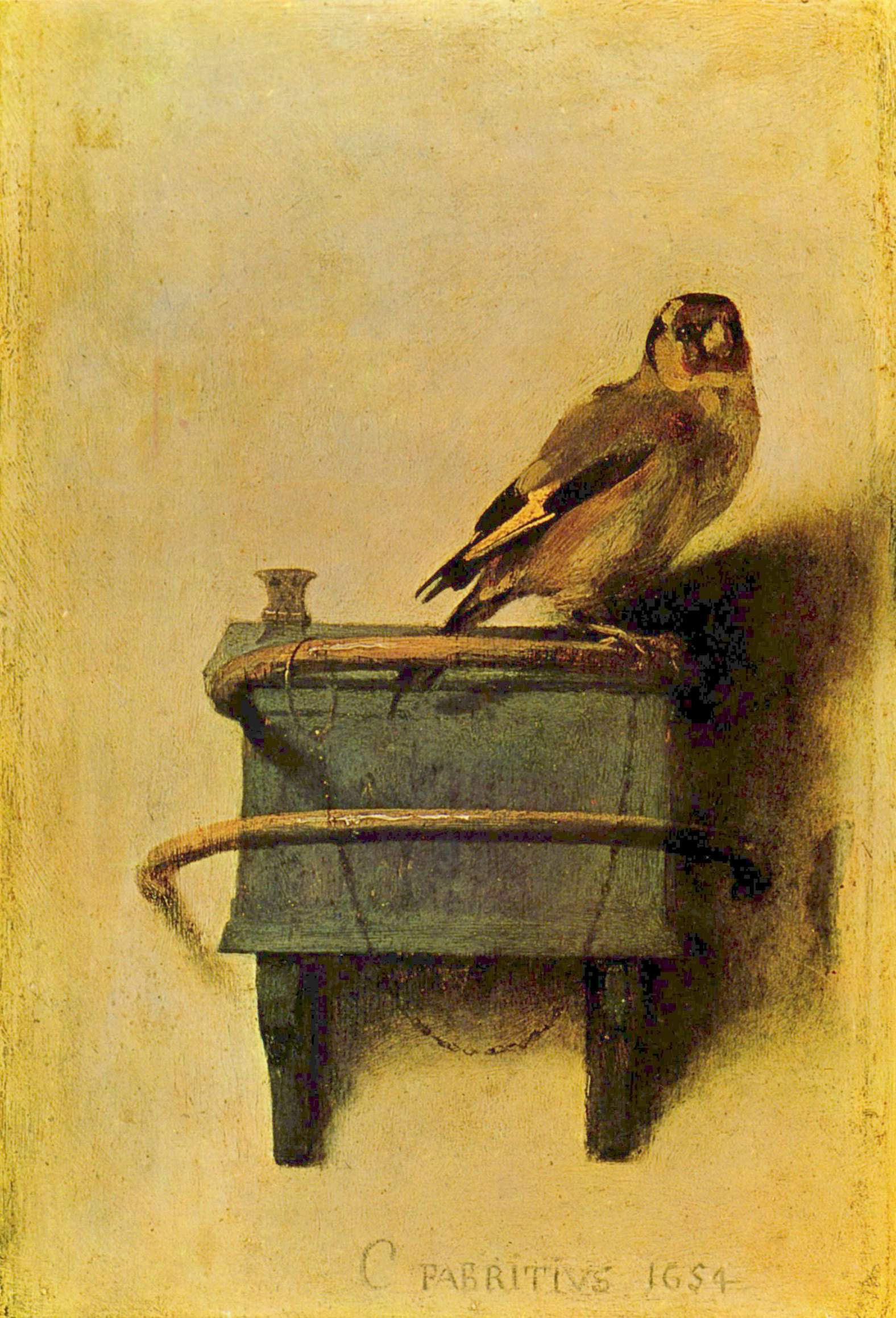
قبل از ترمیم سال ۲۰۰۳